# Delegação de Níger (estado) na Assembleia Nacional da Nigéria
A Delegação de Níger na Assembleia Nacional da Nigéria compreende três Senadores e nove Representantes.

## 6ª Assembleia (2007–2011)
A 6ª Assembleia Nacional (2007–2011) foi inaugurada em 5 de Junho de 2007.
O Partido Democrático Popular (PDP) ganhou três cadeiras do Senado e seis na Câmara.
O Partido do Povo de Toda a Nigéria (ANPP) ganhou três cadeiras na Câmara.
Senadores representando Níger (estado) na 6ª Assembleia foram:
| Senador                | Eleitorado | Partido |
| ---------------------- | ---------- | ------- |
| Dahiru Awesu Kuta      | Leste      | PDP     |
| Nuhu Aliyu Labbo       | Norte      | PDP     |
| Zainab Abdulkadir Kure | Sul        | PDP     |

Representantes na 6ª Assembleia foram:
| Representante            | Eleitorado                        | Partido |
| ------------------------ | --------------------------------- | ------- |
| Abdullahi Idris Garba    | Kontagora/Wushishi/Mariga/Mashegu | ANPP    |
| Alhaji Baba Agaie        | Agaie/Lapai                       | PDP     |
| Bala Adamu Kuta          | Shiroro/Rafi/Munyn                | ANPP    |
| Isah Shaba Ibn Bello     | Bida/Gbako/Katcha                 | PDP     |
| James Baitachi           | BOSSO/PAIKORO                     | PDP     |
| Mikail Al-Amin Bmitosahi | Chanchaga                         | ANPP    |
| Mohammed Jibo            |                                   | PDP     |
| Mohammed K. Darangi      | Magama/Rijau                      | PDP     |
| Muktar M. Ahmed          | Gurara/Suleja/Tafa                | PDP     |